# Алфёрово (муниципальный округ Егорьевск)
Алфёрово — деревня в муниципальном округе Егорьевск Московской области России.

## География
Деревня Алфёрово расположена в южной части муниципального округа Егорьевск, примерно в 33 километрах к юго-востоку от города Егорьевск. В 4 километрах к северо-западу от деревни протекает река Цна. Высота над уровнем моря 115 метров.

## Название
В материалах Генерального межевания XVIII века деревня упоминается как Красное Раменье, Алферова, Головщина тож, впоследствии за деревней закрепилось название Алфёрово.
Раменье означает «лес, выросший на заброшенной пашне», определение Красное свидетельствовало о красивом местоположении. Название Головщина связано с некалендарным личным именем Голова, в котором суффикс -щин- указывает на принадлежность селения и его окрестностей некоему Голове. Современное наименование происходит от Алфёр, разговорной формы личного имени Елевферий.

## История
До отмены крепостного права в России деревня принадлежала помещику Лихареву и помещице Реткиной. После 1861 года деревня вошла в состав Лелеческой волости Егорьевского уезда. Приход находился в селе Куплиям.
В 1926 году деревня входила в Алфёровский Куплиямской волости Егорьевского уезда.
До 1994 года Алфёрово входило в состав Куплиямского сельсовета Егорьевского района, а в 1994—2006 годы — Куплиямского сельского округа (в 1994—2002 было его центром).
До 2015 года входила в состав городского поселения Рязановский.
В 2015 году вошла в состав городского округа Егорьевск, образованного в том же году путем упразднения Егорьевского района и объединения всех его поселений в единый городской округ.

## Демография
В 1885 году в деревне проживало 573 человека, в 1905 году — 816 человек (415 мужчин, 401 женщина), в 1926 году — 598 человек (291 мужчина, 307 женщин). По переписи 2002 года — 177 человек (79 мужчин, 98 женщин). Население — 154 человек (2010).
| 1859 | 1868 | 1885 | 1905 | 1926 | 2002 | 2006 |
| ---- | ---- | ---- | ---- | ---- | ---- | ---- |
| 433  | ↗454 | ↗573 | ↗816 | ↘598 | ↘177 | ↘157 |
| 2010 |      |      |      |      |      |      |
| ↘154 |      |      |      |      |      |      |